# Кенігсберзькі клопси
Кенігсберзькі клопси (нім. Königsberger Klopse) — м'ясна страва німецької кухні, що складається з декількох биточків, политих каперсовим соусом.
У Європі особливої популярності набули клопси, приготовані в Східної Пруссії. Напівфабрикати в жерстяних банках під маркою «Кенігсберзькі клопси» досі повсюдно продаються у Німеччині. У деяких ресторанах Калінінграду (колишнього Кенігсберга) це страва значиться в меню як фірмова.
Клопси популярні в багатьох країнах світу. Вони існують в Росії — шнель-клопс, Ізраїлі — клопс з яйцем, Латвії — клопс цибулевий, Норвегії — фіскеболлар (рибний клопс). У Норвегії та Швеції — щетбуллар.